# Josef Bolf
Josef Bolf (* 7. října 1971 Praha) je český malíř a kreslíř.

## Život
Vyrůstal v Praze na Jižním městě. V letech 1990–1998 studoval na Akademii výtvarných umění v Praze v ateliérech Jiřího Načeradského, Vladimíra Kokolii a Vladimíra Skrepla. V roce 1995 absolvoval stáž v Kongsthögskolanu ve Stockholmu a v roce 1996 na Akademii výtvarných umění ve Stuttgartu. Ještě za studií v roce 1996 společně s Tomášem Vaňkem, Janem Šerých a Jánem Mančuškou založil uměleckou skupinu BJ (Bezhlavý jezdec). Z iniciativy skupiny vznikla v roce 1997 galerie Vitrínka BJ, jeden z prvních nezávislých porevolučních výstavních prostorů ve formě výstavní vitrínky zavěšené na fasádě domu v ulici Komunardů v Holešovicích. První větší výstava skupiny BJ proběhla v roce 2000 v galerii Jelení pod názvem Bezhlavý jezdec na vzestupu. Z členů skupiny zůstal pouze Josef Bolf věrný médiu malby, ostatní členové svůj zájem později přesunuli na další média a koncept.
V roce 2005 byl Josef Bolf nominován na Cenu Jindřicha Chalupeckého, v roce 2011 získal symbolické ocenění Umělec roku 2010. Je autorem několika komiksů a krátkých loutkových filmů, v roce 2012 ilustroval ceněnou novelu Ondřeje Štindla Mondschein. Mimo skupinu individuálně vystavuje od konce 90. let 20. století. Z jeho samostatných prezentací jmenujme Všichni podléháme… v Domě Pánů z Kunštátu při Domě umění města Brna v roce 2008, Ty nejsi Ty, Ty jsi já v Galerii hlavního města Prahy o rok později, Don't Look Now v berlínské pobočce Galerie Jiří Švestka v roce 2011, Soft and Heavy v budapešťské Trafó Gallery v roce 2015 nebo dílčí retrospektivu Tušení stínu v Národní galerii Praha v roce 2019. V minulosti byl zastupován pražskou Hunt Kastner artworks. Žije v Praze. Jeho životní partnerkou je malířka Jana Vojnárová, jeho mladší bratr Štěpán patří k zakladatelům produkčního kolektivu A. M. 180, který se vedle provozu galerie zaměřil na pořádání hudebních akcí včetně festivalu Creepee Teepee v Kutné Hoře. 

## Tvorba
Bolfova tvorba je figurativní. Typickými hrdiny jeho obrazů se staly postavy mladých chlapců a dívek, osamocené a často trpící, někdy napůl zvířata. Jeho sdělení jsou emocionálně silně zabarvená: melancholická, bolestná a sentimentální. Náměty často čerpá z dětství stráveném na sídlišti Jižní město v Praze. K významným inspiracím patří také komiks a sci-fi. Josefína Frýbová k tomu píše: „I když je na Bolfově tvorbě patrný vliv hororových a sci-fi filmů a literatury (...) fiktivní náměty bývají zasazeny do prostředí našeho běžného života a architektury, ve které nebo kolem které se denně pohybujeme, a doplněny předměty, jež nás obklopují.“ Například kurátorka Edith Jeřábková však upozorňuje i na vlivy klasického evropského malířství. Bolf nejčastěji užívá technik kresby a olejomalby. V některých obrazech využil americkou retuš. Typický je pro něj postup, při kterém motiv vyškrabává do tuše nanesené na voskový podklad. Protože se jedná o techniku známou z hodin výtvarné výchovy, je v rámci Bolfova zaujetí pro dětství tato technika vnímána významotvorně.

### Nevkusné mutace a obrazy sebedestrukce
Soubor obrazů Nevkusné mutace vznikal na závěr Bolfova studia na Akademii výtvarných umění v Praze. V abstraktním rozvrhu kombinoval geometrické a organické tvarosloví, převažovaly v něm pastelové odstíny barev, plošné struktury vytvářené přes šablony byly lokálně doplňovány kresbami ovlivněnými komiksem nebo např. chemlonovými bambulemi. Třebaže tento soubor neměl do budoucna určit hlavní linii Bolfova uměleckého směřování, není od věci připomenout, že k obdobné mutantní estetice na abstraktní bázi se krátce navrátil v roce 2004 malbami a kolážemi inspirovanými morfologií komiksových bublin.
Na přelomu devadesátých a nultých let zároveň dozrával jeho přístup k figurativní kresbě. Také v ní už zkraje byla zjevná inspirace četbou komiksů a sci-fi literatury. Kresby z konce 90. let často prováděl na igelitové podklady a doplňoval vpisky, jimiž kreslené fiktivní postavy a mutanty z paralelních realit vtahoval zpět do psychoticky vnímané bolestné lidské existence. V roce 2002 vyšel Bolfův komiksový sešit Chtěl bych sbírat kousky tvého srdce až ti jednou pro někoho pukne. Anotace nakladatelství Divus ho charakterizuje jako „transcedentální příběh emzáků v reálném světě, i když trochu jiném než ho známe my, a v říši smrti, kde dochází k neuvěřitelným odhalením na cestě duše po destrukci její fyzické schránky“.
V následující třech letech postupně vznikala dlouhá řada portrétů a figurálních obrazů. V souboru Obličeje (2002–2004) a dalších kresbách a malbách z této doby definoval typickou postavu duševně rozvráceného jedince, jehož nejčastějšími stavy jsou deprese, melancholie či sklony k sebedestrukci. Jeho „charaktery“ byly odpudivé, vyčerpané lidské existence, které si s téměř nesnesitelnou naléhavostí vymáhaly empatii a soucit, a to tím více, když na sebe braly podobu lidozvířat s vizáží fúzující vzhled postaviček kultovního Čtyřlístku s rysy hrdinů a hrdinek japonských manga komiksů. S motivem sebevraždy Bolf nejexplicitněji pracoval v sérii airburshem provedených aktů z roku 2004. Ke stylizaci japonských manga – a také ilustrací kreslířky Heleny Zmatlíkové – přiznaně odkazoval v souboru obrazů Každý koho miluješ jednou zemře vystaveném při příležitosti nominace na Cenu Jindřicha Chalupeckého v roce 2005.

### Úzkostná poetika sídlišť a temná psychedelie
Na výstavě Soft and Pink v roce 2006 Bolf vystavil první obrazy, ve kterých využil techniku vyškrabávání námětu do tušového nátěru naneseným přes voskovou vrstvu. Poprvé v něm také své postavy dosadil do sídlištního prostředí coby dějiště blíže nespecifikovaných katastrof. Všelijak zranění teenageři mátožně procházeli mezi hořícími domy, v náručí svírali dekapitované hlavy lidí a zvířat, krváceli, vystrašeně se skrývali pod stoly, anebo jen trpně sledovali všudypřítomné dílo zkázy. Neurčitost událostí, které těmto výjevům předcházely, se otevírala široké škále interpretací. Zároveň ale zůstávalo zřejmé, že více než konkrétní příčina u Bolfa znamená důsledek: bolest a osamění těchto chlapců a dívek v rozvráceném prostředí města. Již vzhledem ke zvolené technice vycházel z kresby. V následujících letech pro zvolené téma objevoval možnosti uvolněnějšího malířského přednesu. Po přelomu desetiletí dospěl k jakémusi „špinavému rukopisu“ neuhlazených štětcových gest a barevných stékanců odpovídajícímu pokročilému rozkladu chabě osvětlených chodeb a schodišť panelových domů. V roce 2014 se k temné sídlištní poetice vrátil animovaným filmem Těžká planeta, pro který vyšel z úzkostí a strachů prožívaných během vlastního dětství.
Práci po roce 2015 lze charakterizovat jako postupující syntézu všech doposud užívaných tvůrčích metod, námětů a prvků. Výchozí je pro ni nervní štětcová malba, mnohdy ovšem kombinovaná s koláží nebo vyškrabávanými kresbami. Výstavba obrazů je ještě spontánnější než v minulosti. Navzdory přetrvávající ponuré atmosféře prochází zásadní proměnou vnitřní prostor obrazů, jehož až dosud klasickou lineární perspektivu deformují průniky dalších abstraktních prvků. Do tohoto prostoru je vplétána figura, zpětně do něj sama expandující vizualizovanými kužely projekcí vědomí či tělesných emanací. Také paměťové motivy jsou více než kdy dříve pouhými dílčími fragmenty těchto psychedelických, surreálně fantaskních výjevů odkazujících mimo jiné na vizuální tradici esoterismu.

## Stipendia a rezidence
- 1995 Kongsthögskolan, Stockholm, Švédsko
- 1996 Akademie der Bildende Künst, Stuttgart, Německo
- 2006 Europäische Künstlerhaus, Freising, Německo
- 2007 ISCP (International Studio and Curatorial Program), New York, USA

## Významné samostatné výstavy
Výběr ze samostatných výstav:
- 1998 Umělý chlapec. Starter & Sorter Gallery, Praha
- 1999 Chtěl bych sbírat kousky tvého srdce, až ti jednou pro někoho pukne. Galerie Černý Pavouk, Ostrava
- 2002 Un Gatto nel Cervello. Galerie Na bidýlku, Brno
- 2004 Josef Bolf. A.M. 180, Praha
- 2006 Měkký a růžový. Hunt Kastner artworks, Praha
- 2006 Death Is Not the End? Moravská galerie v Brně, Atrium, Brno
- 2008 Všichni podléháme… Dům umění města Brna, Dům pánů z Kunštátu, Brno
- 2008 Great Expectations. ZAK Gallery, Berlín
- 2009 Ty nejsi ty, ty jsi já. GHMP – Staroměstská radnice, Praha
- 2010 Personal Disposition. Hunt Kastner artworks, Praha
- 2010 The Wolf. Ana Cristea Gallery, New York
- 2010 Už tě neuvidím. Galerie Na shledanou, Volyně
- 2011 Don’t Look Now. Jiří Švestka Gallery, Berlín
- 2011 Golden Days. Arcaute – Arte Contemporáneo, Peking
- 2013 Places to Forget. Arthobler Gallery, Curych
- 2014 Těžká planeta. Hunt Kastner artworks, Praha
- 2015 Soft and Heavy. Trafo Gallery, Budapešť
- 2016 Reality/Elsewhere. Galerie Dukan, Paříž
- 2017 Disintergration. GAVU, Cheb
- 2017 Nepatrný dosah povědomí. Galerie Václava Špály, Praha
- 2018 All Cats Are Grey. Galerie Vyšehrad, Praha
- 2018 Things Behind the Sun. Galerie Petr Novotný, Praha (s Jakubem Hoškem)
- 2019 Tušení stínu. Národní galerie Praha
- 2020 Planeta, která neexistovala. Galerie výtvarných umění v Ostravě[18]
- 2021 Ztracená nápověda. Galerie Dům, Broumov[19]

## Ocenění
- 2011 Umělec roku 2010

## Zastoupení ve sbírkách
- Galerie výtvarného umění v Ostravě[20]
- 8SMIČKA – zóna pro umění, Humpolec[21]
- AMC Collezione Coppola, Vicenza, Itálie
- COLLETT Prague/Munich[22]
- Eileen S. Kaminsky Family Foundation, Jersey City, New Jersey[23]
- Fait Gallery, Brno
- Galerie Klatovy / Klenová
- Galerie výtvarného umění v Chebu
- Galerie hlavního města Prahy
- Moravská galerie v Brně
- Muzeum umění Olomouc
- Národní galerie Praha
- Hudson Valley Center for Contemporary Art, Peekskill, New York[24]
- Pudil Family Foundation, Praha[25]
- Sbírka Marek, Brno[26]
- Sbírka Roberta Runtáka, Olomouc